# Chelonoidis becki
La tortuga gigante del volcán Wolf (Chelonoidis becki) es una especie de tortuga de la familia Testudinidae, endémica de una de las islas que componen el archipiélago de las islas Galápagos, perteneciente a Ecuador. Integra el complejo de especies denominado: Complejo Chelonoidis nigra.   

## Distribución
Es una especie endémica del sector norte de la isla Isabela, en el archipiélago de las islas Galápagos. Es una de las cinco poblaciones de tortugas de la isla Isabela.

## Taxonomía
Esta especie integra, junto a los otros taxones, el complejo Chelonoidis nigra el que incluye a todas las especies de tortugas nativas de las islas Galápagos. Anteriormente, este taxón y los demás del complejo, eran considerados subespecies de Chelonoidis nigra, pero nuevos estudios permitieron separarlos como especies plenas.

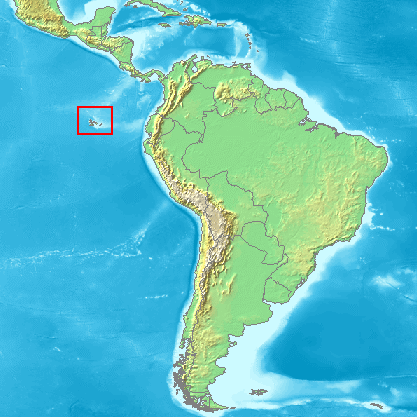
Ubicación del archipiélago de las Galápagos.

## Características
El caparazón es gris, de 105 cm de largo. Dos morfotipos se observan en el volcán Wolf, uno con carapacho en forma de cúpula, y el otro lo posee en forma de una silla de montar. Esta variación morfológica pudo haber surgido después de que una población con carapacho más aplanado logró cruzar la barrera de lava que las aislaba y se mezcló con la población pura norteña.

## Hábitat
Vive en las áridas y empinadas laderas norte y oeste del volcán Wolf, cubiertas de resistentes matorrales que impiden la entrada humana sobre grandes áreas. Algunos túneles bajo esta vegetación indican el uso histórico por parte de las tortugas de rutas empleadas para moverse por las laderas del volcán.

## Alimentación
Se alimenta de frutos silvestres, gramíneas, pero no de cactáceas.

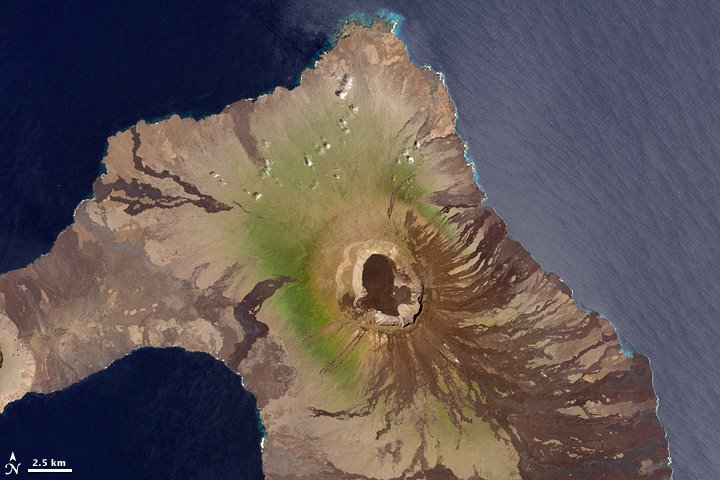
El hábitat de esta especie: las laderas del volcán Lobo.

## Publicación original
- Rothschild, 1901 : On a new land-tortoise from the Galapagos Islands. Novitates Zoologicae, vol. 8, pág.372.

## Reproducción
Su reproducción es exitosa.

## Etimología
La especie fue dedicada a R. H. Beck.

## Población superviviente
1139 ejemplares.

## Conservación
Para la IUCN es una especie «Vulnerable». Las islas Galápagos fueron declaradas parque nacional en 1959, protegiendo así el 97,5 % de la superficie terrestre del archipiélago. El área restante es ocupada por asentamientos humanos que ya existían al tiempo de la declaratoria, los que poseen 25 000 habitantes.

## La posibilidad de «resucitar» una especie
Análisis filogenéticos pueden ayudar a «resucitar» a Chelonoidis nigra, una especie extinta de Floreana, la cual es solo conocida por restos subfósiles.  En algunas tortugas de Isabela (Chelonoidis becki) se encontró coincidencias parciales con el perfil genético de los especímenes de Chelonoidis nigra depositados en colecciones de museo, posiblemente indicando la presencia de híbridos originados por una población trasplantada por humanos desde Floreana a Isabela, o de individuos arrojados por la borda de los buques para aligerar las cargas.  Nueve descendientes de tortugas de Floreana han sido identificados en la población cautiva del centro de cría de Fausto Llerena en Santa Cruz. Esto permite la posibilidad de restablecer una reconstrucción de especie mediante la cría selectiva basándose en estos animales híbridos.